# Saint-Jean-de-Buèges
Pour les articles homonymes, voir Saint-Jean.
Saint-Jean-de-Buèges [sɛ̃.ʒɑ̃.də.by.ɛ.ʒə] (en occitan Sant Joan de Buòja ['sant.'d͡ʒu.an.de.by.'ɔ.d͡ʒo̞]) est une commune française située dans le nord-est du département de l'Hérault, en région Occitanie.
Exposée à un climat méditerranéen, elle est drainée par la Buèges et par divers autres petits cours d'eau. La commune possède un patrimoine naturel remarquable : trois sites Natura 2000 (le « causse du Larzac », les « gorges de l'Hérault » et les « hautes garrigues du Montpelliérais ») et quatre zones naturelles d'intérêt écologique, faunistique et floristique.
Saint-Jean-de-Buèges est une commune rurale qui compte 211 habitants en 2022, après avoir connu un pic de population de 788 habitants en 1851. Elle fait partie de l'aire d'attraction de Montpellier.
Ses habitants sont appelés les Saint-Jeannais.

## Géographie

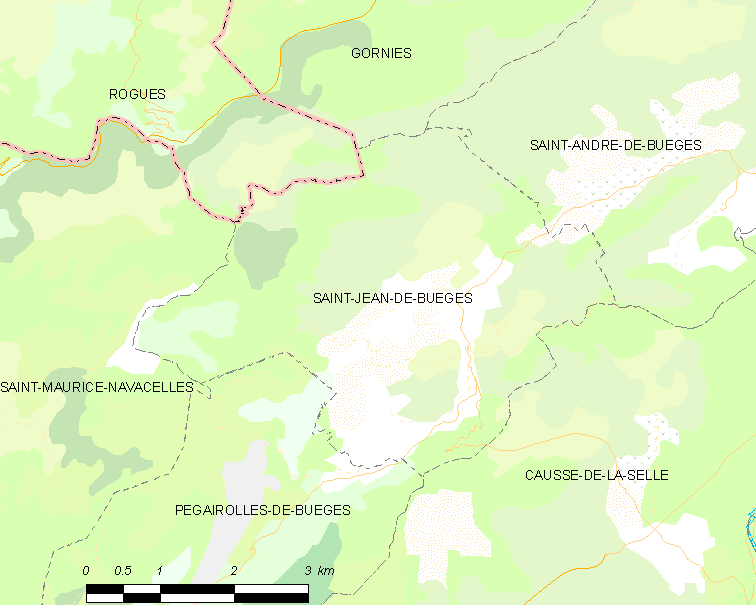
Carte.

Saint-Jean-de-Buèges est située dans la vallée de la Buèges, affluent de l'Hérault, entre côté amont Pégairolles-de-Buèges, commune où se trouve la source de la Buèges, et vers l'aval les gorges de la Buèges en direction de Vareilles. Située dans les Garrigues languedociennes, juste au sud des Cévennes, le bourg se caractérise par ses hautes maisons en pierre ornées de belles portes arrondies et de petites fenêtres, dans un site très encaissé, au pied de son château.
La sous-préfecture Lodève dont le village dépend est située à 48 km au sud-ouest et la préfecture Montpellier est située à 45 km au sud-est.

### Communes limitrophes
| Rogues (Gard)            | Gorniès              |                       |
| Saint-Maurice-Navacelles | Saint-Jean-de-Buèges | Saint-André-de-Buèges |
| Pégairolles-de-Buèges    |                      | Causse-de-la-Selle    |

### Climat
Pour des articles plus généraux, voir Climat de l'Occitanie et Climat de l'Hérault.
En 2010, le climat de la commune est de type climat méditerranéen franc, selon une étude s'appuyant sur une série de données couvrant la période 1971-2000. En 2020, Météo-France publie une typologie des climats de la France métropolitaine dans laquelle la commune est exposée à un climat méditerranéen et est dans la région climatique  Provence, Languedoc-Roussillon, caractérisée par une pluviométrie faible en été, un très bon ensoleillement (2 600 h/an), un été chaud (21,5 °C), un air très sec en été, sec en toutes saisons, des vents forts (fréquence de 40 à 50 % de vents > 5 m/s) et peu de brouillards.
Pour la période 1971-2000, la température annuelle moyenne est de 14,2 °C, avec une amplitude thermique annuelle de 15 °C. Le cumul annuel moyen de précipitations est de 1 423 mm, avec 7,3 jours de précipitations en janvier et 2,9 jours en juillet. Pour la période 1991-2020, la température moyenne annuelle observée sur la station météorologique la plus proche, située sur la commune de Saint-Martin-de-Londres à 10 km à vol d'oiseau, est de 13,8 °C et le cumul annuel moyen de précipitations est de 1 087,5 mm,. Pour l'avenir, les paramètres climatiques de la commune estimés pour 2050 selon différents scénarios d'émission de gaz à effet de serre sont consultables sur un site dédié publié par Météo-France en novembre 2022.

### Milieux naturels et biodiversité

#### Réseau Natura 2000

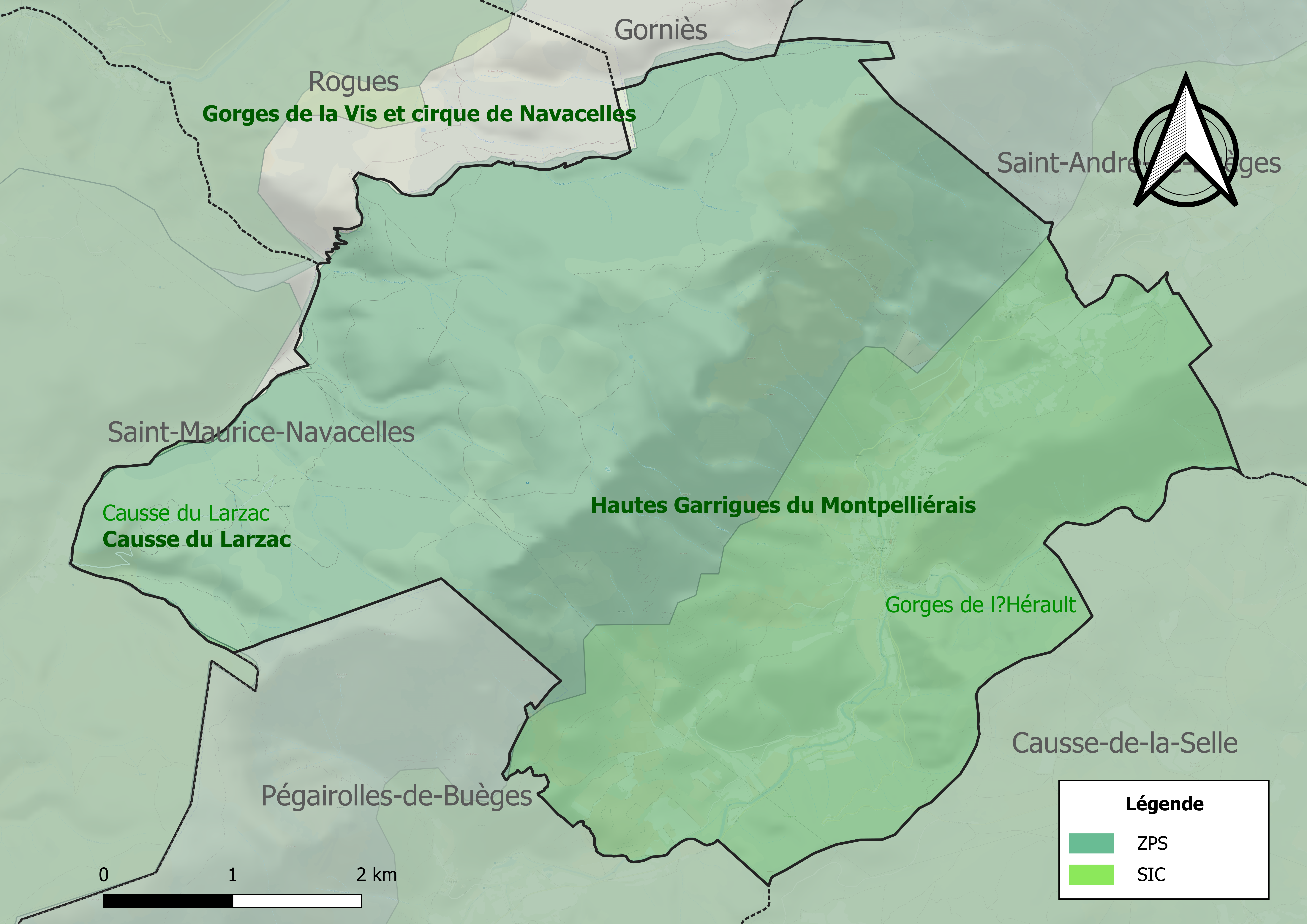
Site Natura 2000 sur le territoire communal.

Le réseau Natura 2000 est un réseau écologique européen de sites naturels d'intérêt écologique élaboré à partir des directives habitats et oiseaux, constitué de zones spéciales de conservation (ZSC) et de zones de protection spéciale (ZPS).
Deux sites Natura 2000 a été défini sur la commune au titre de la directive habitats :
- les « gorges de l'Hérault », d'une superficie de 21 736 ha, entaillent un massif calcaire vierge de grandes infrastructures dont les habitats forestiers (forêt de Pins de Salzman et chênaie verte) et rupicoles sont bien conservés. La pinède de Pins de Salzmann de Saint-Guilhem-le-Désert est une souche pure et classée comme porte-graines par les services forestiers. Il s'agit d'une forêt développée sur des roches dolomitiques[10] ;
- le « causse du Larzac », d'une superficie de 29 556 ha. il fait partie des causses méridionaux, un ensemble régional original unique en Europe. Il est le plus grand ensemble de formations herbeuses sèches semi-naturelles en France et abrite un grand nombre d’espèces endémiques[11].

Un site relève de la directive oiseaux : les « hautes garrigues du Montpelliérais ». D'une superficie de 45 444 ha, ce site abrite trois couples d'Aigles de Bonelli, soit 30 % des effectifs régionaux.

#### Zones naturelles d'intérêt écologique, faunistique et floristique
L’inventaire des zones naturelles d'intérêt écologique, faunistique et floristique (ZNIEFF) a pour objectif de réaliser une couverture des zones les plus intéressantes sur le plan écologique, essentiellement dans la perspective d’améliorer la connaissance du patrimoine naturel national et de fournir aux différents décideurs un outil d’aide à la prise en compte de l’environnement dans l’aménagement du territoire.
Une ZNIEFF de type 1 est recensée sur la commune :
la « rivière de la Buèges de la source à Saint-Jean-de-Buèges » (18 ha), couvrant 2 communes du département et trois ZNIEFF de type 2, : 
- le « causse et contreforts du Larzac et montagne de la Séranne » (44 035 ha), couvrant 33 communes dont une dans l'Aveyron, deux dans le Gard et 30 dans l'Hérault[15] ;
- les « gorges de la Vis et de la Virenque » (9 620 ha), couvrant 16 communes dont dix dans le Gard et six dans l'Hérault[16] ;
- le « massif des gorges de l'Hérault et de la Buège » (21 342 ha), couvrant 17 communes du département[17].

Carte des ZNIEFF de type 1 et 2 à Saint-Jean-de-Buèges.
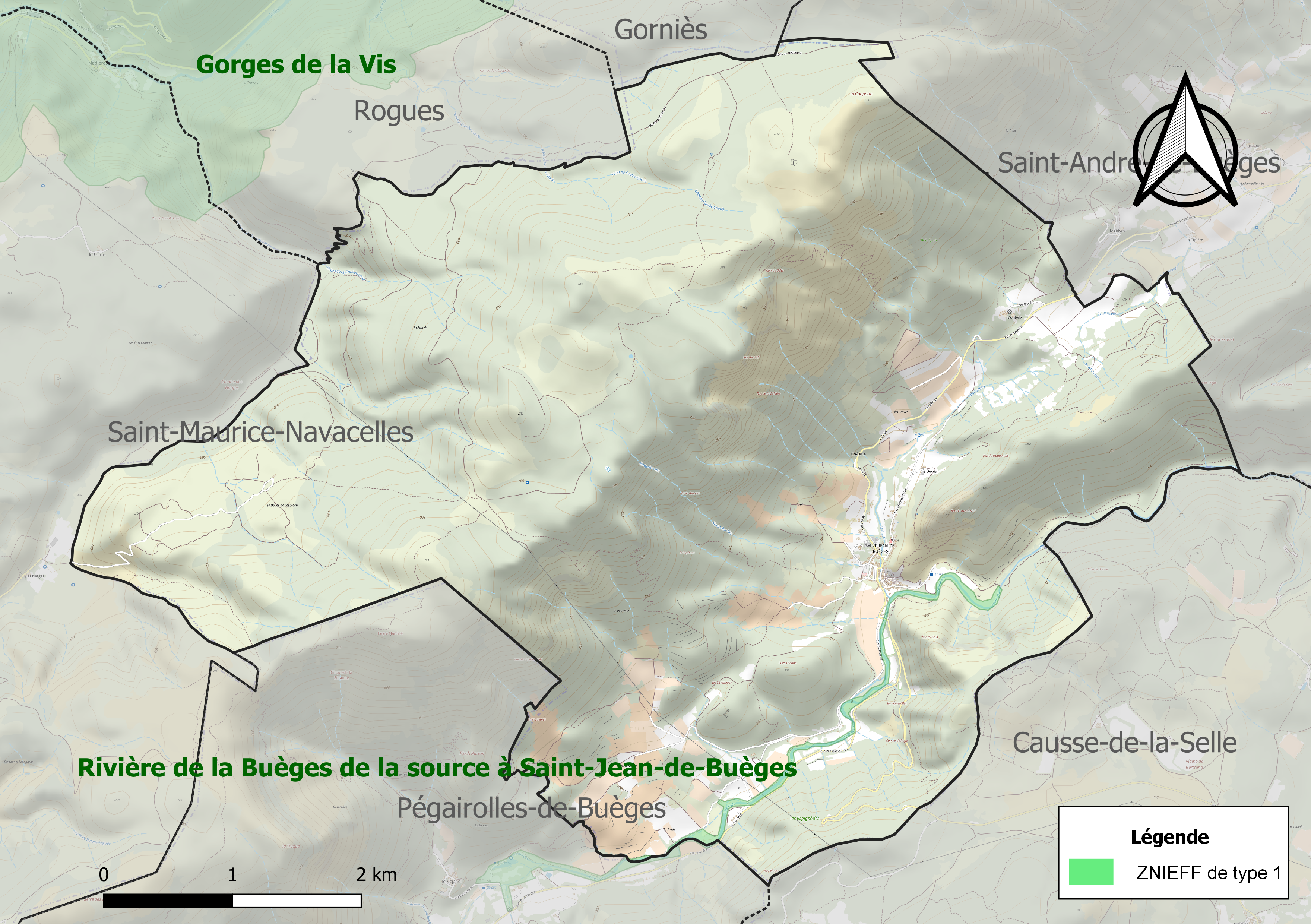
Carte de la ZNIEFF de type 1 sur la commune.
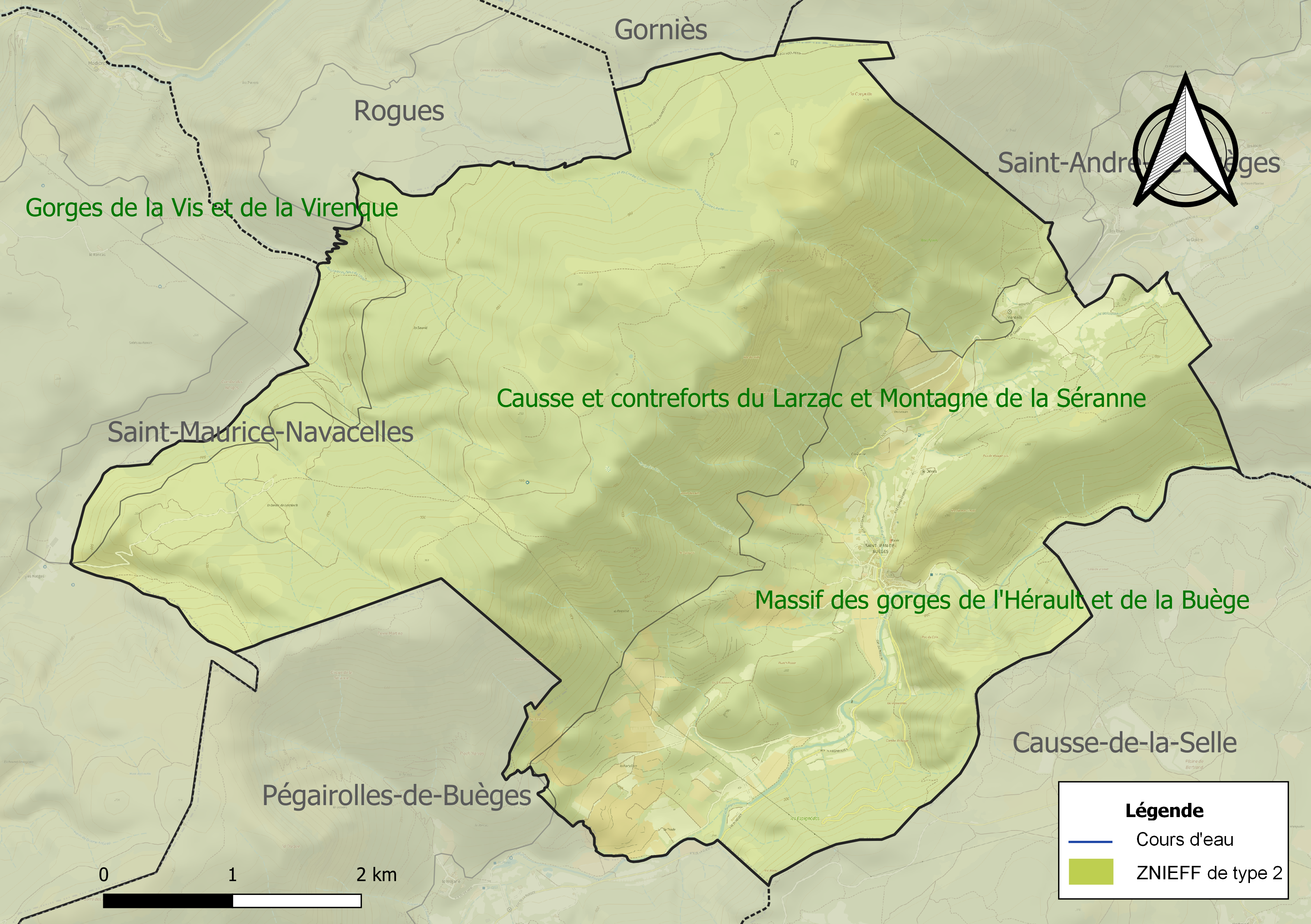
Carte des ZNIEFF de type 2 sur la commune.

## Urbanisme

### Typologie
Au 1er janvier 2024, Saint-Jean-de-Buèges est catégorisée commune rurale à habitat dispersé, selon la nouvelle grille communale de densité à sept niveaux définie par l'Insee en 2022.
Elle est située hors unité urbaine. Par ailleurs la commune fait partie de l'aire d'attraction de Montpellier, dont elle est une commune de la couronne,. Cette aire, qui regroupe 161 communes, est catégorisée dans les aires de 700 000 habitants ou plus (hors Paris),.

### Occupation des sols
L'occupation des sols de la commune, telle qu'elle ressort de la base de données européenne d’occupation biophysique des sols Corine Land Cover (CLC), est marquée par l'importance des forêts et milieux semi-naturels (86,5 % en 2018), en augmentation par rapport à 1990 (76,6 %). La répartition détaillée en 2018 est la suivante : 
milieux à végétation arbustive et/ou herbacée (40,6 %), forêts (40,4 %), zones agricoles hétérogènes (10 %), espaces ouverts, sans ou avec peu de végétation (5,5 %), cultures permanentes (3,3 %), prairies (0,1 %). L'évolution de l’occupation des sols de la commune et de ses infrastructures peut être observée sur les différentes représentations cartographiques du territoire : la carte de Cassini (XVIIIe siècle), la carte d'état-major (1820-1866) et les cartes ou photos aériennes de l'IGN pour la période actuelle (1950 à aujourd'hui).

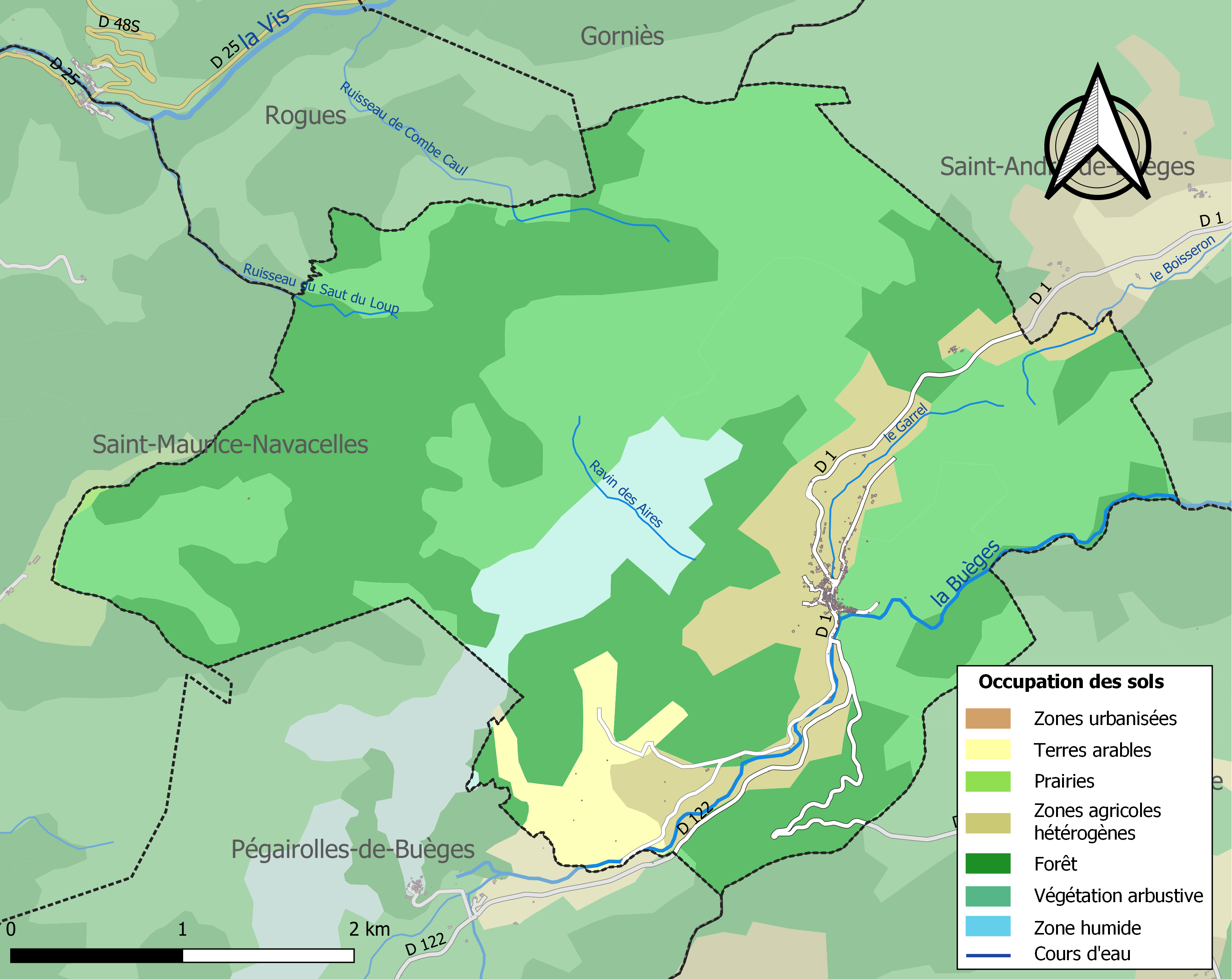
Carte des infrastructures et de l'occupation des sols de la commune en 2018 (CLC).

### Risques majeurs
Le territoire de la commune de Saint-Jean-de-Buèges est vulnérable à différents aléas naturels : météorologiques (tempête, orage, neige, grand froid, canicule ou sécheresse), inondations, feux de forêts, mouvements de terrains et séisme (sismicité faible). Il est également exposé à deux risques particuliers : le risque minier et le risque de radon. Un site publié par le BRGM permet d'évaluer simplement et rapidement les risques d'un bien localisé soit par son adresse soit par le numéro de sa parcelle.

#### Risques naturels
Certaines parties du territoire communal sont susceptibles d’être affectées par le risque d’inondation par débordement de cours d'eau, notamment la Buèges. La commune a été reconnue en état de catastrophe naturelle au titre des dommages causés par les inondations et coulées de boue survenues en 1982, 1994, 1995, 1997 et 2011,.
Saint-Jean-de-Buèges est exposée au risque de feu de forêt. Un plan départemental de protection des forêts contre les incendies (PDPFCI) a été approuvé en juin 2013 et court jusqu'en 2022, où il doit être renouvelé. Les mesures individuelles de prévention contre les incendies sont précisées par deux arrêtés préfectoraux et s’appliquent dans les zones exposées aux incendies de forêt et à moins de 200 mètres de celles-ci. L’arrêté du 25 avril 2002 réglemente l'emploi du feu en interdisant notamment d’apporter du feu, de fumer et de jeter des mégots de cigarette dans les espaces sensibles et sur les voies qui les traversent sous peine de sanctions. L'arrêté du 11 mars 2013 rend le débroussaillement obligatoire, incombant au propriétaire ou ayant droit,.

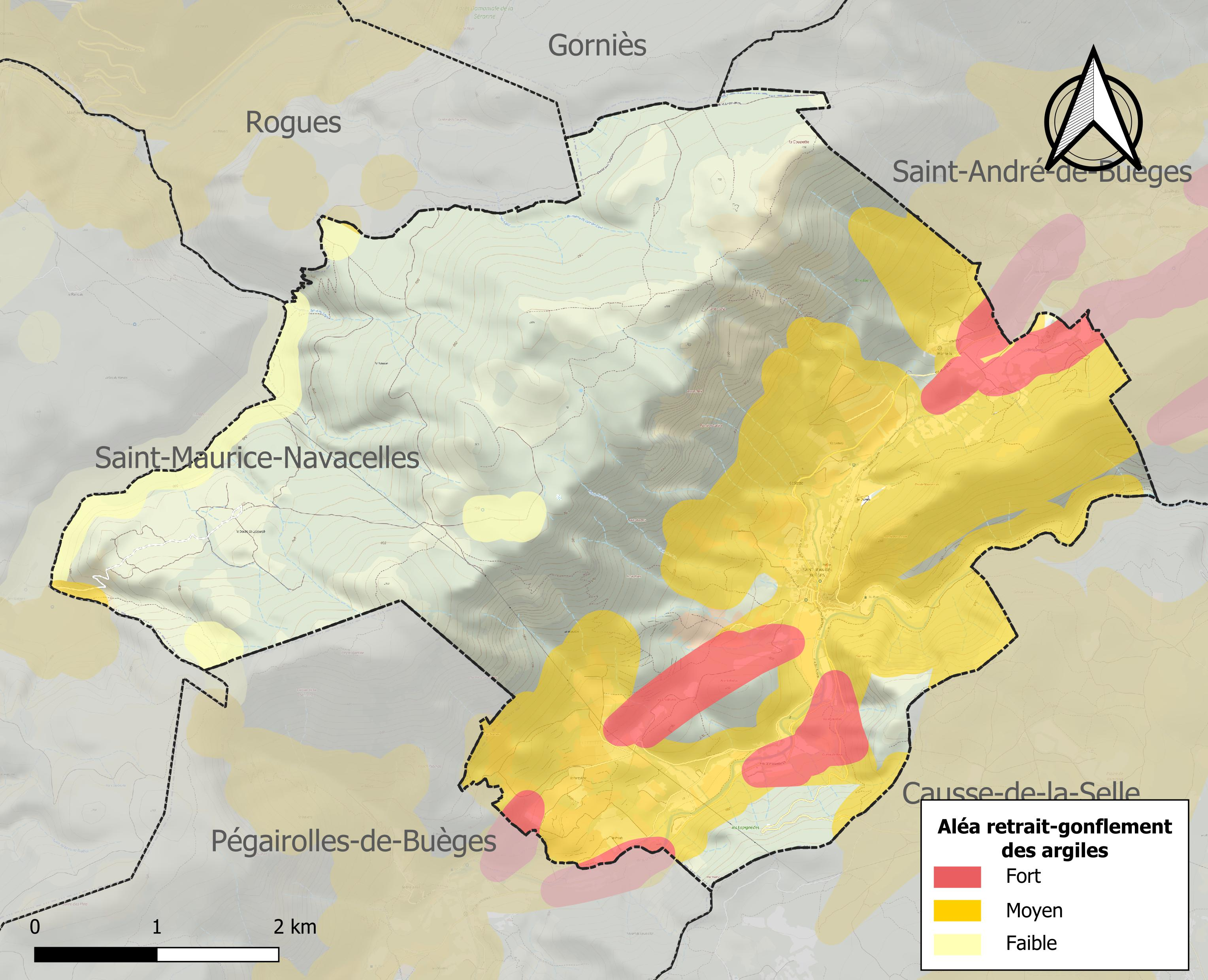
Carte des zones d'aléa retrait-gonflement des sols argileux de Saint-Jean-de-Buèges.

La commune est vulnérable au risque de mouvements de terrains constitué principalement du retrait-gonflement des sols argileux. Cet aléa est susceptible d'engendrer des dommages importants aux bâtiments en cas d’alternance de périodes de sécheresse et de pluie. 39,3 % de la superficie communale est en aléa moyen ou fort (59,3 % au niveau départemental et 48,5 % au niveau national). Sur les 151 bâtiments dénombrés sur la commune en 2019, 150 sont en aléa moyen ou fort, soit 99 %, à comparer aux 85 % au niveau départemental et 54 % au niveau national. Une cartographie de l'exposition du territoire national au retrait gonflement des sols argileux est disponible sur le site du BRGM,.
Par ailleurs, afin de mieux appréhender le risque d’affaissement de terrain, l'inventaire national des cavités souterraines permet de localiser celles situées sur la commune.

#### Risque particulier
L’étude Scanning de Géodéris réalisée en 2008 a établi pour le département de l’Hérault une identification rapide des zones de risques miniers liés à l’instabilité des terrains. Elle a été complétée en 2015 par une étude approfondie sur les anciennes exploitations minières du bassin houiller de Graissessac et du district polymétallique de Villecelle. La commune est ainsi concernée par le risque minier, principalement lié à l’évolution des cavités souterraines laissées à l’abandon et sans entretien après l’exploitation des mines.
Dans plusieurs parties du territoire national, le radon, accumulé dans certains logements ou autres locaux, peut constituer une source significative d’exposition de la population aux rayonnements ionisants. Certaines communes du département sont concernées par le risque radon à un niveau plus ou moins élevé. Selon la classification de 2018, la commune de Saint-Jean-de-Buèges est classée en zone 2, à savoir zone à potentiel radon faible mais sur lesquelles des facteurs géologiques particuliers peuvent faciliter le transfert du radon vers les bâtiments.

## Spéléologie
Sur le territoire de la commune de Saint-Jean-de-Buèges au sein duquel court le lit de la rivière Buèges, se trouvent de nombreuses cavités naturelles souterraines, parmi lesquelles les suivantes présentent un intérêt spéléologique particulier.

### Grotte du Garrel
Parmi les cavités qui percent la montagne de la Séranne, massif au pied duquel se blottit le village, la grotte du Garrel, découverte par la section spéléologique du CLPA en 1974, est la plus importante. C’est grâce à une équipe de plongeurs de ce club et à des travaux de percement d’une entrée artificielle que son exploration a pu être entreprise, exploration rendue difficile par la présence de nombreux dédales de galeries à caractère labyrinthique.
Avec ses 7 500 mètres de galeries topographiées, ses grandes salles (salle des « Niphargus », salle des « Pas Perdus ») et ses hautes cheminées remontantes (+300 m) tendant à rejoindre la grotte de l’Ours située plus haut dans le massif, la grotte exsurgence du Garrel est une des plus vastes du département de l’Hérault. Cette grotte, dont les galeries sont temporairement et à l’occasion de fortes précipitations en tout ou partie immergées, alimente à l’étiage et en permanence la source du Garrel.
Ses galeries assez vastes et taraudées par les eaux se développent en deux réseaux bien distincts.
- L’un (réseau principal), en direction de la combe des Natges passe pratiquement à l’aplomb de la grotte de l’Ours (cf.infra). En outre, une coloration des eaux souterraines qui circulent temporairement dans l’aven de Fouillac[30], cavité bien connue située non loin du hameau des Natges, montre que cette branche Ouest du réseau principal de la cavité, qui se termine par un siphon faisant actuellement obstacle aux explorations, est en relation avec ces écoulements souterrains. Ce siphon  se développe vers le « Devés de Lesplech » c'est-à-dire vers le versant nord du Peyre-Martine dont il collecte les eaux.
- L’autre réseau, affluent du précédent et d’aspect très complexe car labyrinthique, se dirige vers le roc du Midi. Il tend à suivre l’orientation de la vallée en empruntant le grand accident tectonique qui limite le versant ébouleux de la montagne de la Séranne.

Les perspectives d’exploration de la cavité restent importantes, tant en développement qu’en prolongement vertical. Toutefois, les difficultés de son parcours limitent quelque peu ces perspectives. Les spéléologues ont cependant espoir d’y atteindre bientôt les dix kilomètres de galeries.

### Grotte de l'Ours
Une autre cavité, la grotte de l'Ours, dont un des orifices est visible au-dessus du village sous le roc de onze heures revêt une importance particulière dans le système hydrogéologique local. Cette grotte au développement de 320 mètres est une ancienne résurgence, aujourd'hui fossile, de l'ancienne Buèges dont le cours sinueux ancien est visible sous la forme de grands méandres sur le causse de la Celle. L'ouverture tectonique de la vallée de la Buèges a mis fin au fonctionnement de cette résurgence aujourd'hui « suspendue » au-dessus de la vallée.

## Histoire

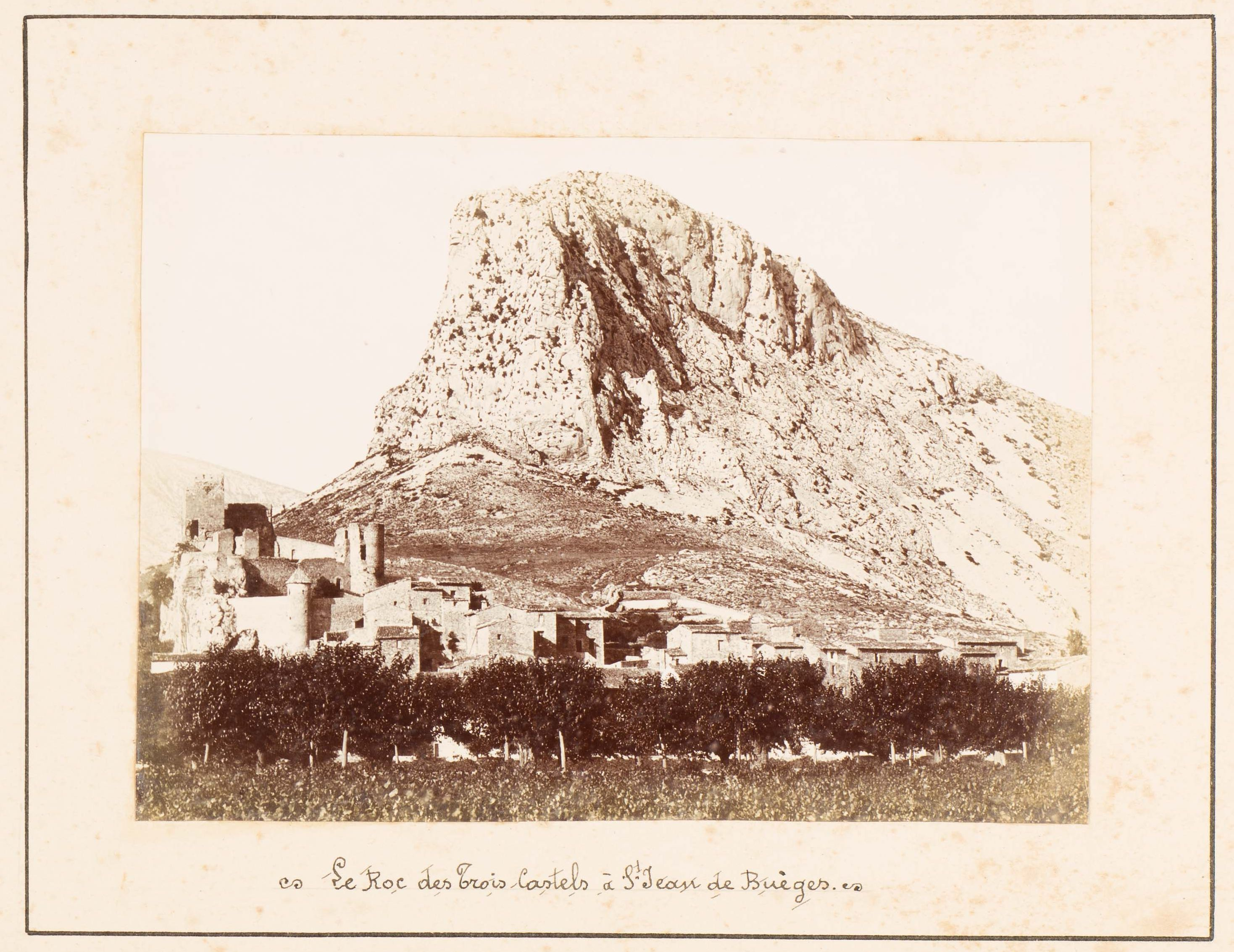
Vue du village et du Roc de Tras Castel : photographie prise entre 1890 et 1910.

Dépendante de la baronnie de Pégairolles, la seigneurie de Saint-Jean-de-Buèges est mentionnée dans des documents historiques dès l'an 990. La seigneurie érige, aux environs du XIIe siècle, une tour maîtresse servant de point de contrôle et de surveillance de la baronnie de Pégairolles. Ce donjon n'abrite qu'une faible garnison.
Le donjon est agrandi aux XIIIe et XIVe siècles et devient un véritable château entouré d'une première enceinte avec meurtrières, d'une citerne et d'un magasin. En 1593, le château devient propriété de Jean de Trinquière puis, en 1679, le seigneur de Cambous (issu d'un puissant lignage et riche propriétaire) rachète le château et entreprend sa transformation.
Aux XVIIe et XVIIIe siècles, le village connait une forte expansion grâce à l'élevage des vers à soie.
Au cours de la Révolution française, la commune porte provisoirement les noms de La Sentinelle, Roche-au-Midi et Rochemidy.
En 1813, la famille de Turenne vend les ruines du château qui, depuis 1749, sert de carrière de pierres, à Hilaire de Girard du Lac, gentilhomme verrier, dont l'héritière en 1848, épouse Henri Sicard. Si certains remparts sont remontés, le château est reconverti en bergerie. En 1987, Joseph Sicard, maire de Saint-Jean et propriétaire du château, en fait don à la commune et, à partir de 1990 les travaux de sauvegarde et restauration sont entrepris.

## Politique et administration
| Période   | Période   | Identité         | Étiquette | Qualité     |
| --------- | --------- | ---------------- | --------- | ----------- |
| 1947      | 1953      | Etienne Tricou   |           |             |
| 1953      | 1977      | Georges Canaguié |           |             |
| 1977      | mars 2001 | Joseph Sicard    |           |             |
| mars 2001 | 2014      | Gilles Mazel     | SE        |             |
| 2014      | En cours  | Laurent Senet    | SE        | Agriculteur |

## Démographie
| 1793 | 1800 | 1806 | 1821 | 1831 | 1836 | 1841 | 1846 | 1851 |
| ---- | ---- | ---- | ---- | ---- | ---- | ---- | ---- | ---- |
| 515  | 492  | 546  | 598  | 637  | 727  | 702  | 765  | 788  |

| 1856 | 1861 | 1866 | 1872 | 1876 | 1881 | 1886 | 1891 | 1896 |
| ---- | ---- | ---- | ---- | ---- | ---- | ---- | ---- | ---- |
| 766  | 734  | 675  | 623  | 651  | 644  | 614  | 610  | 562  |

| 1901 | 1906 | 1911 | 1921 | 1926 | 1931 | 1936 | 1946 | 1954 |
| ---- | ---- | ---- | ---- | ---- | ---- | ---- | ---- | ---- |
| 603  | 508  | 431  | 328  | 323  | 321  | 272  | 206  | 182  |

| 1962 | 1968 | 1975 | 1982 | 1990 | 1999 | 2004 | 2006 | 2009 |
| ---- | ---- | ---- | ---- | ---- | ---- | ---- | ---- | ---- |
| 142  | 115  | 123  | 125  | 124  | 184  | 176  | 168  | 201  |

| 2014 | 2019 | 2022 | - | - | - | - | - | - |
| ---- | ---- | ---- | - | - | - | - | - | - |
| 193  | 210  | 211  | - | - | - | - | - | - |

## Économie

### Revenus
En 2018, la commune compte 90 ménages fiscaux, regroupant 179 personnes. La médiane du revenu disponible par unité de consommation est de 19 600 € (20 330 € dans le département).

### Emploi
|                | 2008   | 2013   | 2018   |
| -------------- | ------ | ------ | ------ |
| Commune        | 14,9 % | 18,8 % | 17,6 % |
| Département    | 10,1 % | 11,9 % | 12 %   |
| France entière | 8,3 %  | 10 %   | 10 %   |

En 2018, la population âgée de 15 à 64 ans s'élève à 116 personnes, parmi lesquelles on compte 77,3 % d'actifs (59,7 % ayant un emploi et 17,6 % de chômeurs) et 22,7 % d'inactifs,. Depuis 2008, le taux de chômage communal (au sens du recensement) des 15-64 ans est supérieur à celui de la France et du département.
La commune fait partie de la couronne de l'aire d'attraction de Montpellier, du fait qu'au moins 15 % des actifs travaillent dans le pôle,. Elle compte 33 emplois en 2018, contre 35 en 2013 et 30 en 2008. Le nombre d'actifs ayant un emploi résidant dans la commune est de 70, soit un indicateur de concentration d'emploi de 47,7 % et un taux d'activité parmi les 15 ans ou plus de 53,1 %.
Sur ces 70 actifs de 15 ans ou plus ayant un emploi, 18 travaillent dans la commune, soit 26 % des habitants. Pour se rendre au travail, 90,3 % des habitants utilisent un véhicule personnel ou de fonction à quatre roues, 5,6 % s'y rendent en deux-roues, à vélo ou à pied et 4,2 % n'ont pas besoin de transport (travail au domicile).

### Activités hors agriculture
22 établissements sont implantés  à Saint-Jean-de-Buèges au 31 décembre 2019.
Le secteur du commerce de gros et de détail, des transports, de l'hébergement et de la restauration est prépondérant sur la commune puisqu'il représente 36,4 % du nombre total d'établissements de la commune (8 sur les 22 entreprises implantées  à Saint-Jean-de-Buèges), contre 28 % au niveau départemental.

### Agriculture
|               | 1988  | 2000 | 2010  | 2020 |
| ------------- | ----- | ---- | ----- | ---- |
| Exploitations | 24    | 16   | 12    | 5    |
| SAU (ha)      | 1 590 | 820  | 1 945 | 74   |

La commune est dans les Garrigues, une petite région agricole occupant une partie du centre et du nord-est du département de l'Hérault. En 2020, l'orientation technico-économique de l'agriculture  sur la commune est la viticulture. Cinq exploitations agricoles ayant leur siège dans la commune sont dénombrées lors du recensement agricole de 2020 (24 en 1988). La superficie agricole utilisée est de 74 ha,,.

## Culture locale et patrimoine

### Lieux et monuments
- L'église de la Nativité-de-Saint-Jean-Baptiste. L'édifice a été classé au titre des monuments historiques en 1984[39].
- Les gorges de la Buèges
- La source de la Buèges

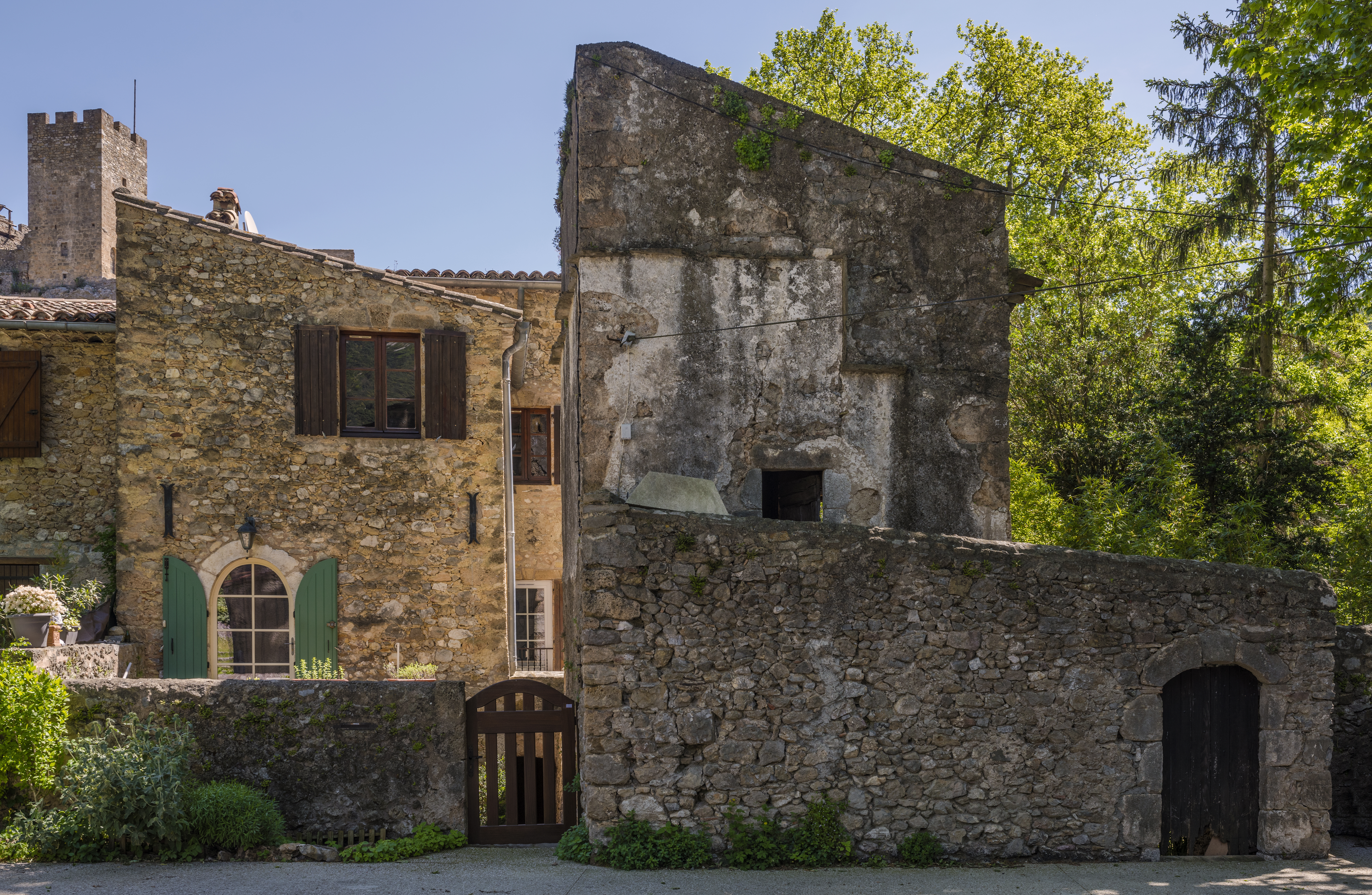
Des maisons dans le village.
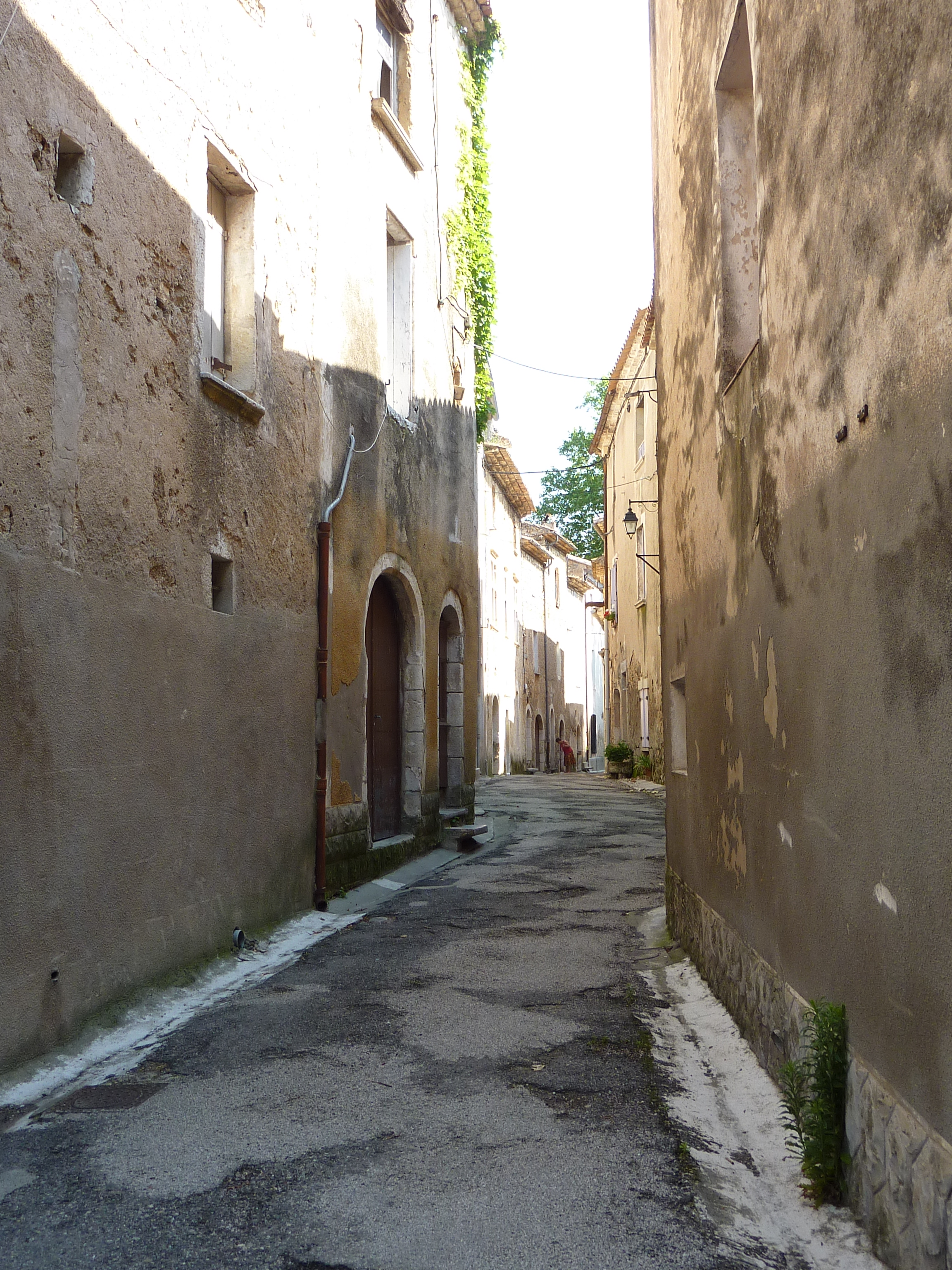
Une rue du village.
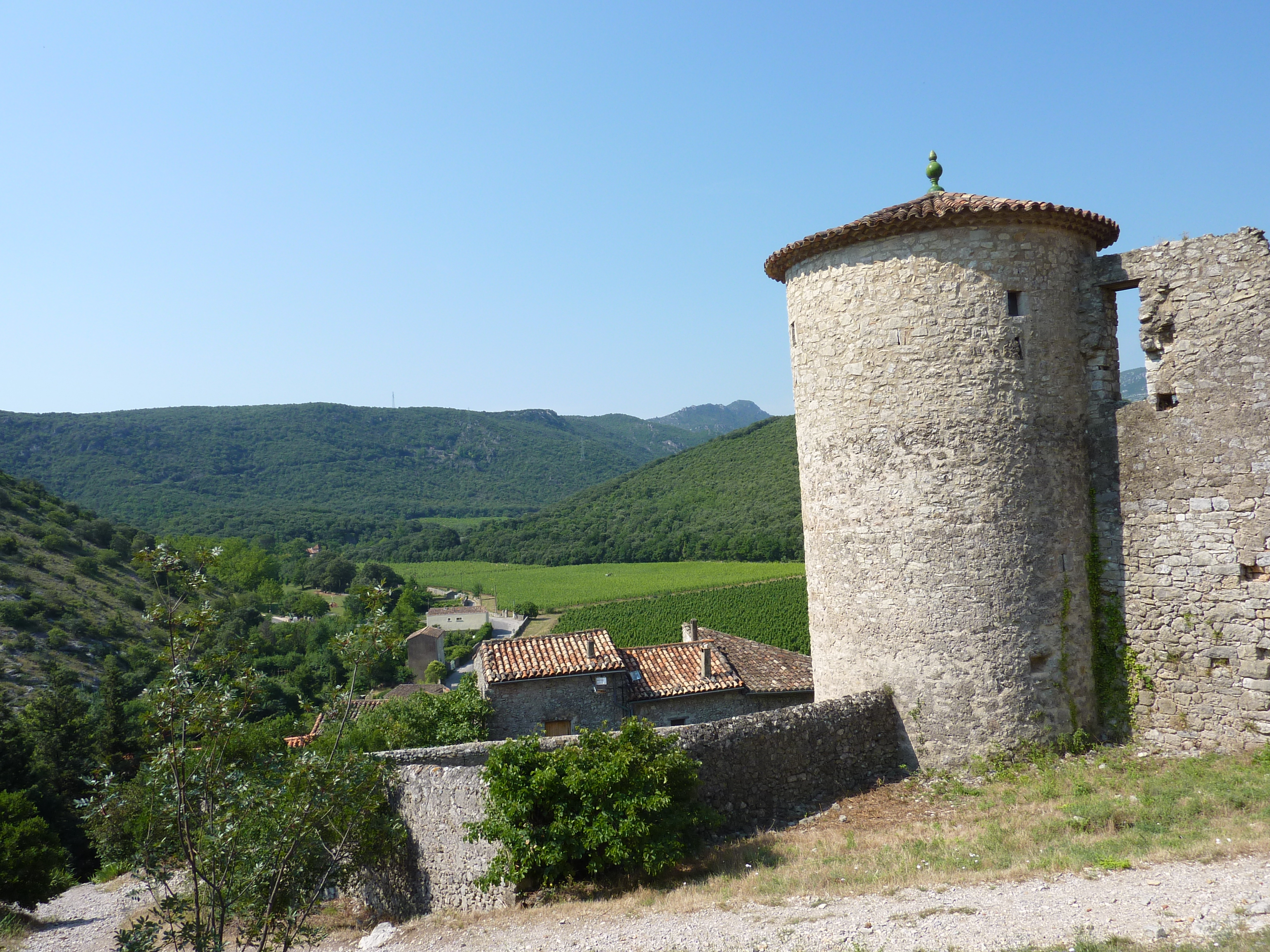
Une tour du château et le paysage avoisinant.
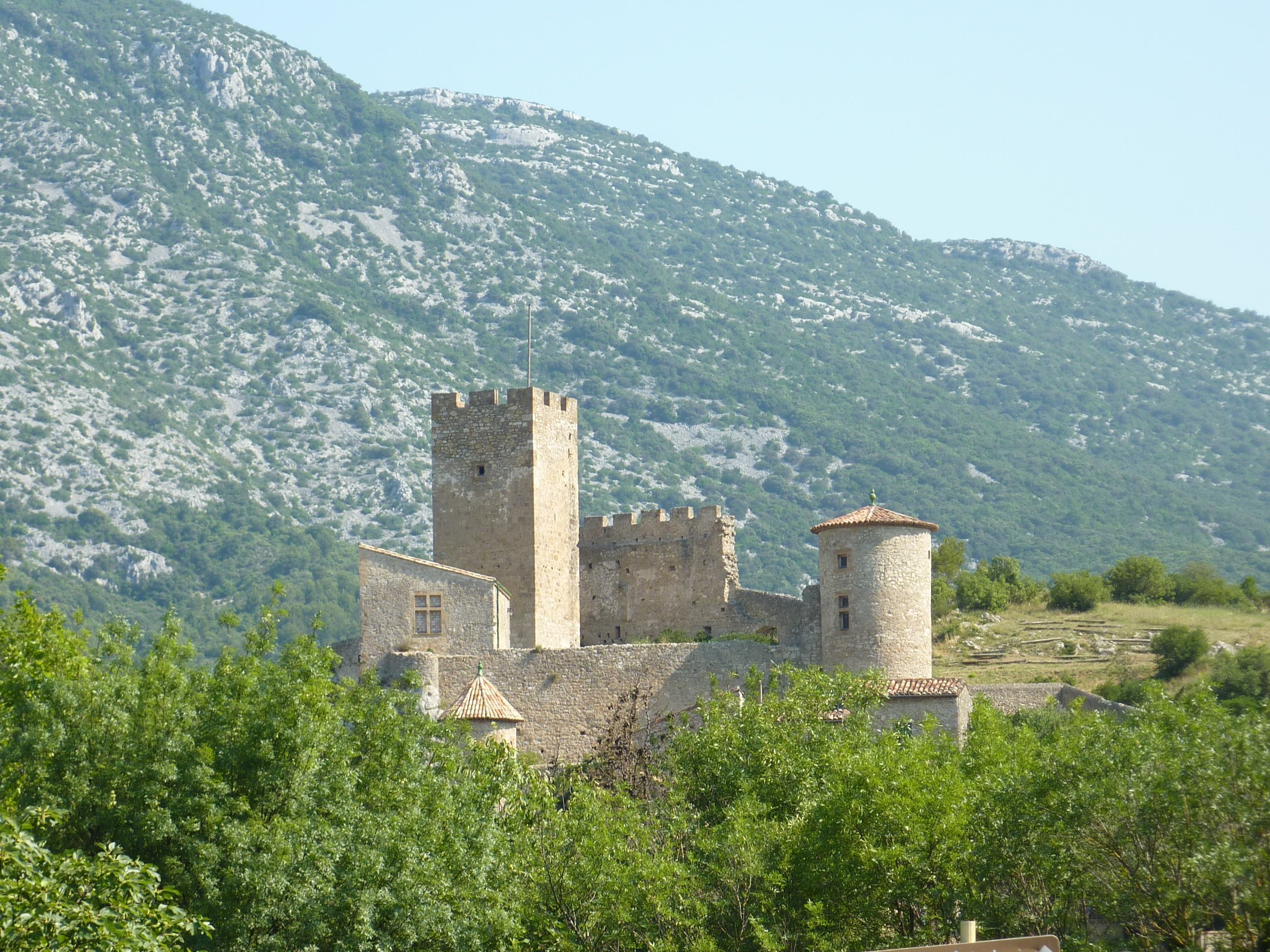
Le château de Baulx.
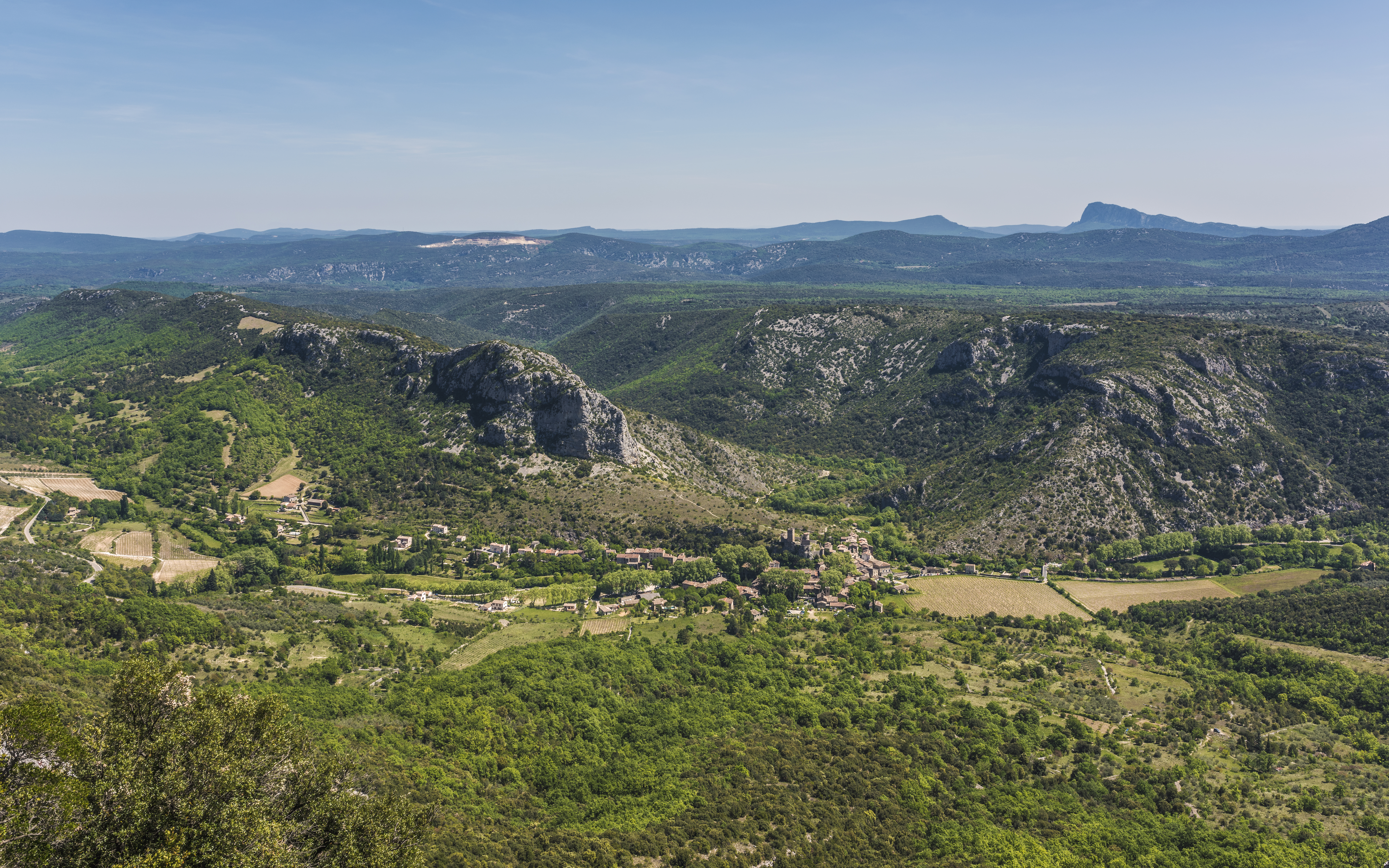
Le village et la vallée.
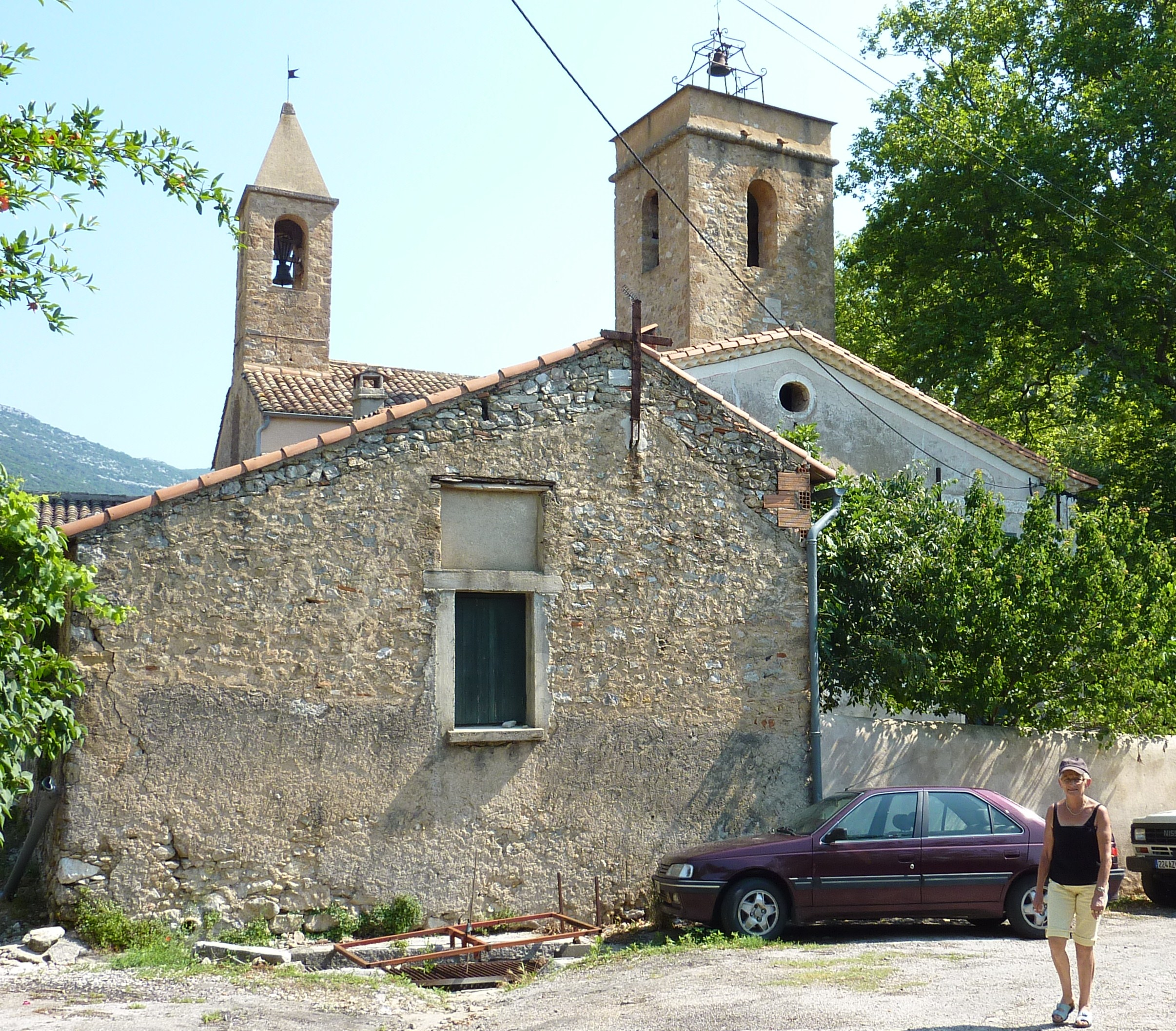
L'église et l'ancien presbytère.
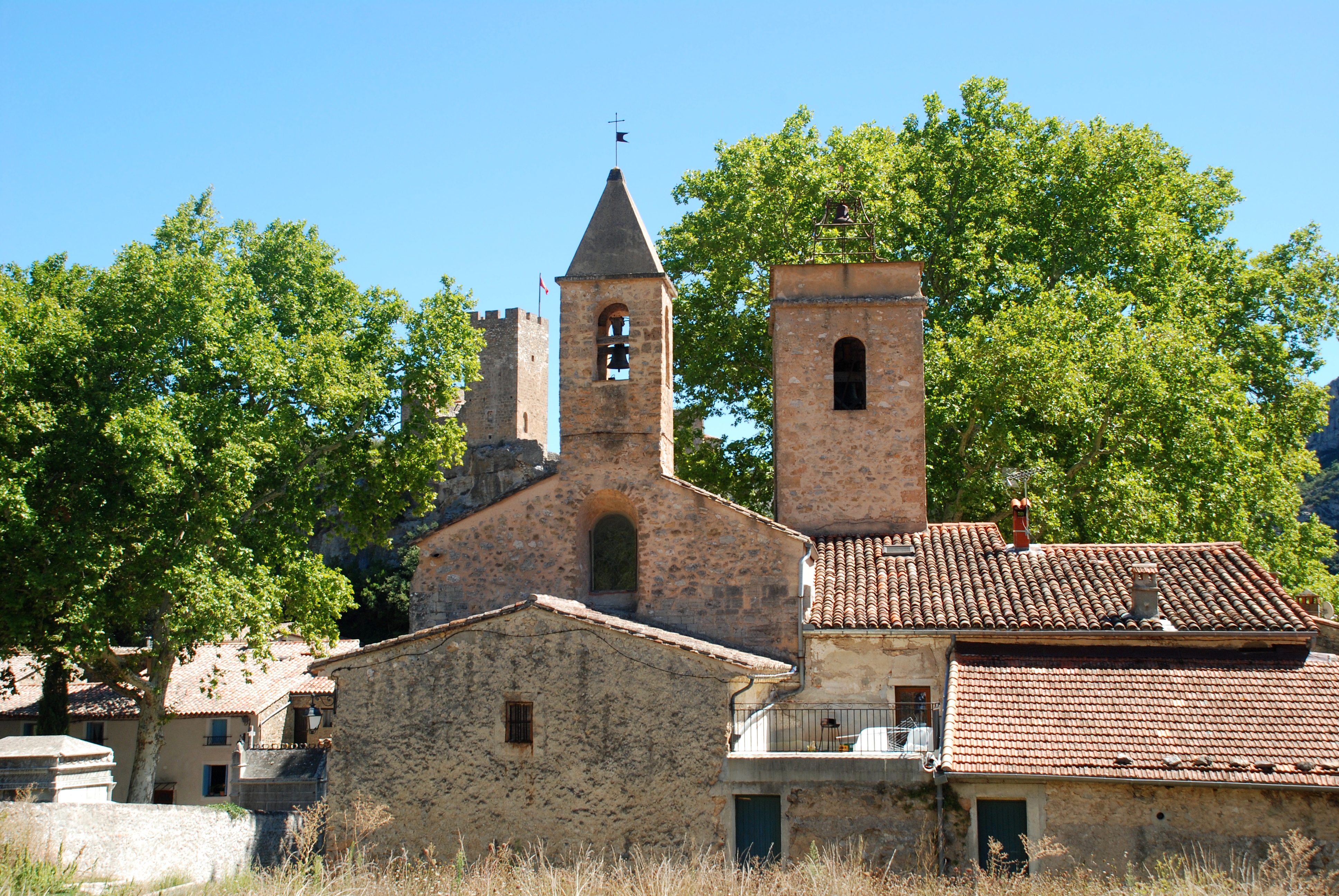
Église de la Nativité-de-Saint-Jean-Baptiste et l'ancien presbytère.
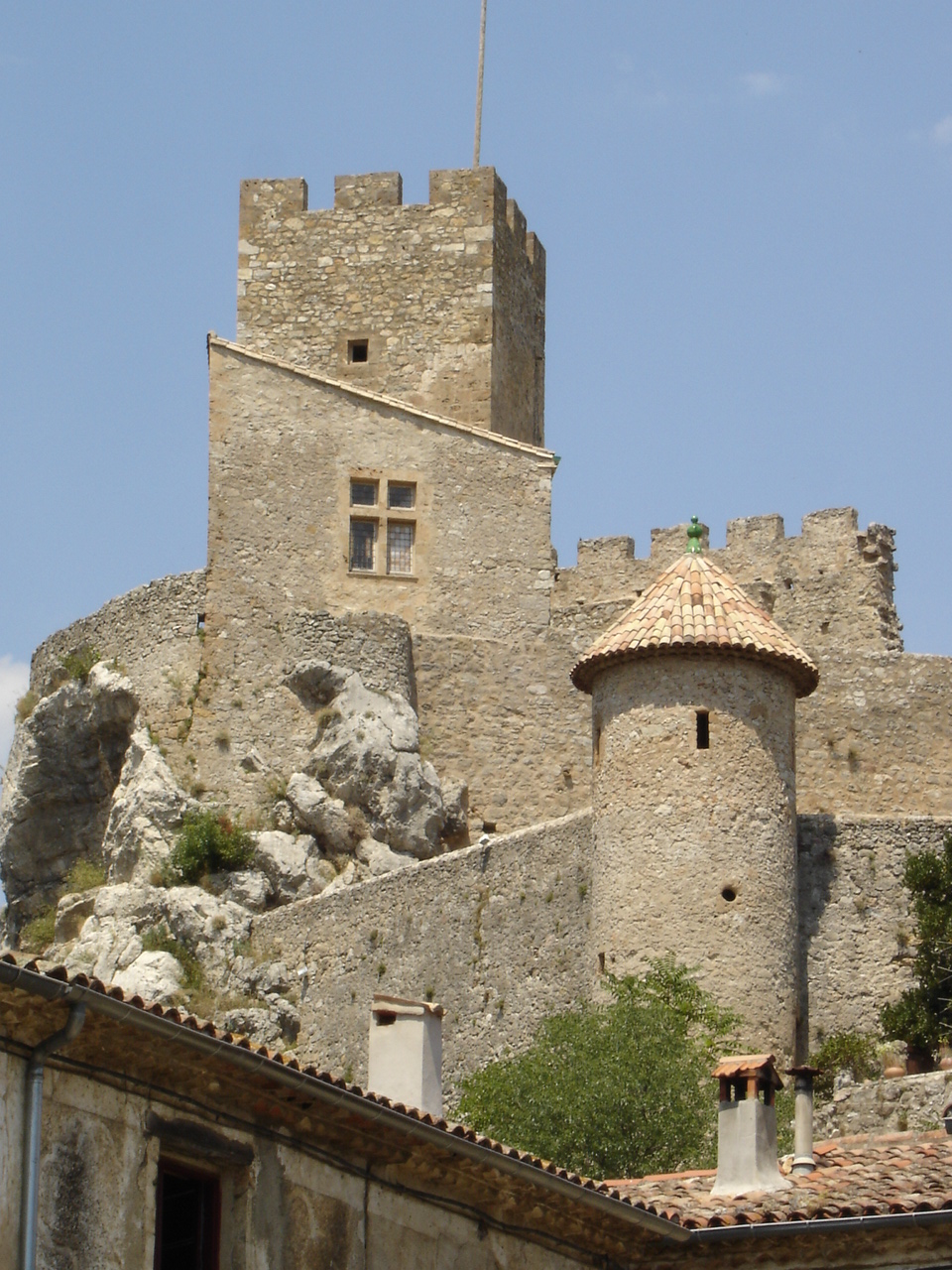
Château de Baulx.
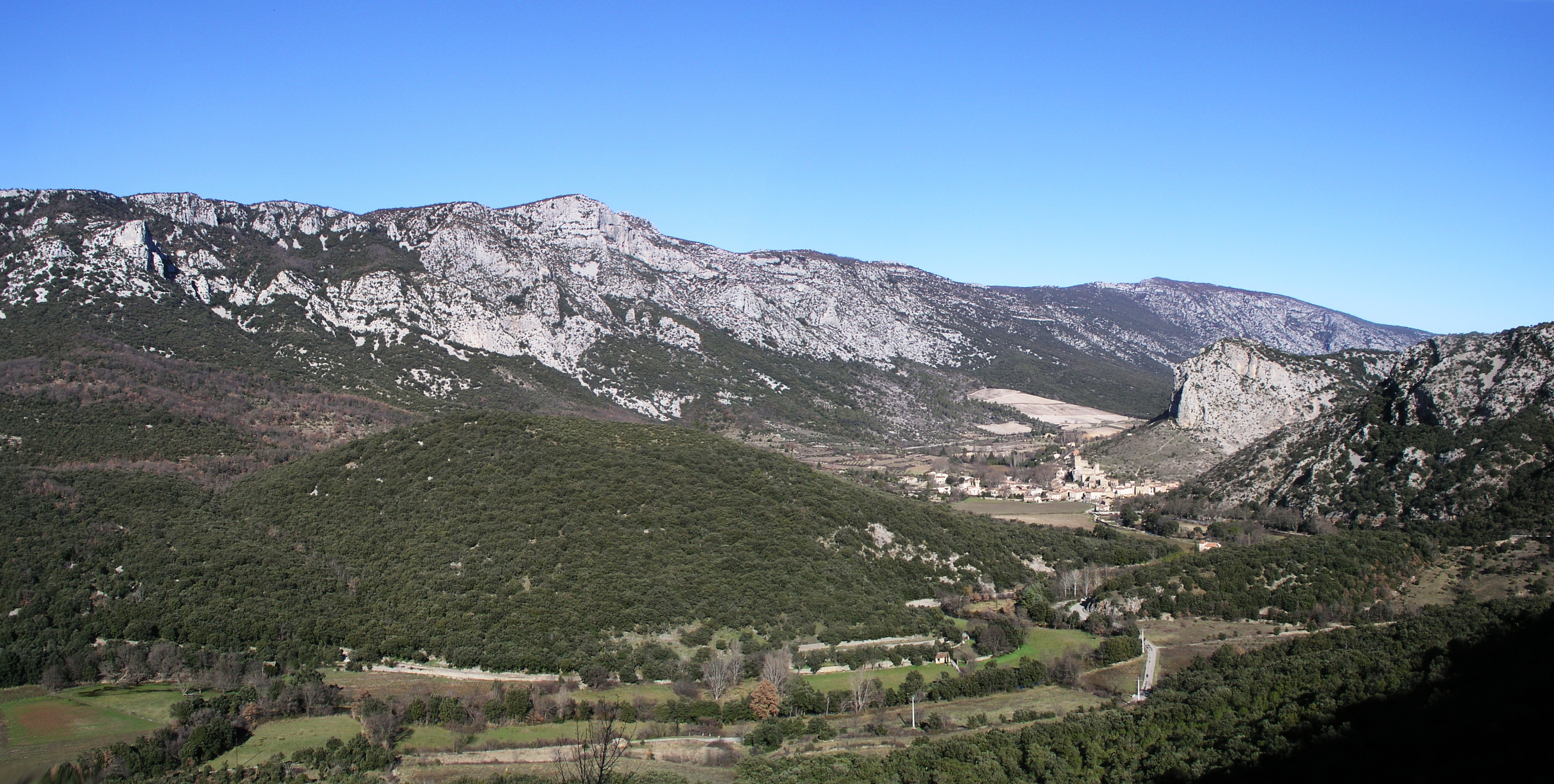
La Séranne et le village de Saint-Jean-de-Buèges.

### Héraldique
|  | Les armoiries de Saint-Jean-de-Buèges se blasonnent ainsi : D'azur à Saint Jean Baptiste, habillé d'une peau de chameau d'or, ayant un agneau d'argent sur le bras. |

### Fonds d'archives
- Fonds : Archives communales de Saint-Jean-de-Buèges (1304-1988) [9,00 ml].  Cote : 264 EDT. Montpellier : Archives départementales de l'Hérault (présentation en ligne).